# Joelle Charbonneau
Joelle Charbonneaua (* 4. listopadu 1974 Chicago, Illinois) je americká spisovatelka literatury pro mládež.

## Životopis
Joelle Charbonneaua studovala před kariérou operní pěvkyně hudbu a klasický zpěv, aby se poté stala učitelkou zpěvu. Tato činnost ji dovedla ke psaní románů pro děti a mládež.

### Knižní sérieRebecca Robbins
- Skating Around the Law – 28. září 2010
- Skating Over the Line – 27. září 2011
- Skating on the Edge – 1. ledna 2012
- Skating Under the Wire – 1. října 2013

### Knižní sérieGlee Club
- Murder for Choir – 3. července 2012
- End Me a Tenor – 2. dubna 2013
- A Chorus Line-Up – 7. ledna 2014

### Knižní sérieUniverzita výjimečných
- The Testing Guide – 1. května 2013 (jedná se o krátky prequel knihy Zkouška)
- Zkouška – 6. června 2016 (The Testing – 1. ledna 2013)
- Zrada – 6. února 2017 (Independent Study – 7. ledna 2014)
- Odveta – 11. září 2017 (Graduation Day – 17. června 2014)

### Knižní sérieDividing Eden
- Into the Garden – 10. října 2017 (jedná se o krátky prequel knihy Zkouška)
- Dividing Eden – 6. června 2017 (knižní prává jsou v České republice zakoupeny)
- Eden Conquered – kniha vyjde v roce 2018 v anglickém jazyce
- 4 díl DE

### Ostatní knihy
- Stačí jen chtít – 23. března 2017 (Need – 3. listopadu 2015)